# Desomorfin
Desomorfin je syntetický opioid 8–10krát účinnější než morfin. V roce 1934 byl patentován v USA. Používán byl ve Švýcarsku pod značkou Permonid. Používal se jako náhražka morfinu v lékařství, jelikož se tím předcházelo některým jeho nežádoucím účinkům.

## Krokodil
Krokodil nebo krokodýl je psychoaktivní droga založená na desomorfinu, rozšířená zejména v Rusku, kde mezi uživateli opioidů získala rychle velkou oblibu. Při výrobě drogy v podmínkách nelegálních amatérských laboratoří (z kodeinu obsaženého v lécích, redukcí a demethylací) je však originální postup výroby zjednodušen do jednoho kroku, kdy při reakci kodeinu s fosforem a jódem vzniká kromě desomorfinu řada dalších produktů. Jedná se o methyldesomorfin, dihydro-3,6-dideoxymorfin a 4,5-epoxymorfinan-3-ol. Jako další složky drogy nabízené na černém trhu jsou udávány též benzín, ředidlo na barvy a kyselina chlorovodíková.
Krokodil se poprvé objevil roku 2002 na Dálném východě a rychle se rozšířil do celého Ruska. K roku 2010 byl již počet uživatelů odhadován na několik set tisíc až jeden milion. Příčina tak masivního rozšíření je nasnadě: snadná dostupnost léků s obsahem kodeinu, které až do července 2012 byly v prodeji bez předpisu. Dávka krokodilu je proto nesrovnatelně levnější než odpovídající dávka též velmi rozšířeného heroinu.
Název „krokodil“ je odvozen od jednoho z nežádoucích účinků, který vzniká v důsledku toxických nečistot obsažených v droze: rohovatění kůže v okolí vpichů a vytváření velkých šupin, které se následně odlupují. Na různých místech vznikající rány se postupně rozšiřují a prohlubují, až může dojít i k obnažení kostí. Do ran vnikají závažné infekce, které se pak stávají častou příčinou smrti narkomanů.
Účinky drogy jsou podobné heroinu, ovšem trvání příslušného duševního stavu je podstatně kratší, což vede k nutnosti častější aplikace drog. Krokodil se vyznačuje drastickým vlivem na psychiku člověka, kromě jiného jsou uváděny sklony k sebevražednému jednání. Abstinenční příznaky jsou velmi tvrdé a odvykání je ještě těžší než u heroinu.
Snadná dostupnost této i jiných drog v Rusku v kombinaci s nízkou cenou a prakticky nulovou prevencí, jakož i minimální péčí o závislé osoby v terénu (zejména přes streetworkery) způsobuje, že ruská společnost patří k drogami nejzasaženějším společnostem světa.